# Hieracium anfractifolium
Hieracium anfractifolium es una especie de planta con flor del género Hieracium, de la familia Asteraceae, orden Asterales.

## Distribución
Hieracium anfractifolium se distribuye por Suecia.

## Taxonomía
Fue descrita científicamente por Dahlst. ex Johanss. Fue publicada en Ark. Bot. 21A(15): 11 (1928).